# 青州道
青州道（せいしゅう-どう）は汪兆銘政権華北政務委員会により設置された山東省の道。

## 沿革
1940年（民国29年）6月15日、中華民国臨時政府時代の道制整理の際に新設された。

## 行政区画
廃止直前下部の11県を管轄した。（50音順）
- 益都県
- 桓台県
- 高苑県
- 広饒県
- 淄川県
- 寿興県
- 長山県
- 博興県
- 博山県
- 臨朐県
- 臨淄県